# 阿部正福
阿部 正福（あべ まさよし）は、江戸時代中期の大名。備後国福山藩の第2代藩主。官位は従四位下・伊勢守。阿部家宗家6代。

## 経歴
福山藩初代藩主・阿部正邦の4男として江戸藩邸にて誕生。
正徳3年（1713年）に嗣子として第7代将軍・徳川家継に御目見する。正徳5年（1715年）、父・正邦の死去により16歳で家督を相続し、寛延元年（1748年）に隠居するまで34年間藩主を務める。阿部氏としては4代藩主・正倫に次ぐ長期の在任となった。
父・正邦は入封早々から領内の実態を把握し、貢租・職制などの藩制整備に努めたので、正福はその政策を継続してゆけばよいはずであった。ところが襲封3年目の享保2年（1717年）秋に、藩領全域にまたがる百姓一揆が勃発した。また、享保4年（1719年）には朝鮮通信使の接待応接、更に享保6年（1721年）福山城下西方にある芦田川の氾濫など多難であった。
農政においては、正福は農民層の分化、すなわち没落農民の増加による格差の拡大を認識していたが、その原因は元禄検地に基因する事実上の増税ではなく、村役人たちの不正や浪費に主因があるとして、綱紀粛正や賦役の公正化等の政策を実施していった。また、分地や結婚年齢を制限し、農民の極度の零細化を防ごうとした。これらの政策はある程度の成果を挙げたと考えられるが、享保17年（1732年）の享保の大飢饉によって、そうした努力を帳消しにする程の財政的な打撃を受けたようである。寛保2年（1742年）には利根川の氾濫による修復への普請手伝いを命じられ、これも大きな財政的負担となった。
延享2年（1745年）11月、正福は47歳で老中新任への登竜門である大坂城代に就任し、その後の阿部氏が譜代の名門として幕閣へ登場する足掛かりを作った。しかし延享4年（1747年）12月、病気のため2年程で大坂城代を辞任し、翌寛延元年（1748年）11月19日には家督を次男・正右に譲って隠居した。ただ、その後は長命で、明和6年（1769年）10月10日に70歳で没している。墓地は西福寺（台東区浅草）、のち谷中墓地（台東区谷中）に改葬。

## 官位
- 1714年（正徳4年）伊勢守
- 1715年（正徳5年）3月12日 二代藩主就任
- 1745年（延享2年）従四位下拝命、大坂城代に就任
- 1747年（延享4年）大坂城代退任
- 1748年（寛延元年）11月19日 藩主退任（在任33年8ヶ月）

## 系譜
- 父：阿部正邦（1658-1715）
- 母：中村氏
- 正室：松平定直の娘
- 継室：島津吉貴の養女 - 鳥居忠英の娘
  - 次男：阿部正右（1725-1769）
- 室：福地氏
  - 六男：阿部正興（1733-1764） - 阿部正鎮の養子
- 生母不明の子女
  - 長男：酒井忠雄
  - 四男：米津田恒
  - 七男：安藤定振
  - 八男：阿部正至
  - 女子：六郷政林正室
  - 女子：諏訪忠厚正室 - のち柳沢信有継室